# Michel-François Dandré-Bardon
Pour les articles homonymes, voir Dandré et Bardon.
Michel-François Dandré-Bardon, ou Michel-François d'André-Bardon, né le 22 mai 1700 à Aix-en-Provence et mort le 13 avril 1783 à Paris, est un artiste peintre, graveur et historien de l'art français.

## Biographie

### Jeunesse
Michel-François Dandré-Bardon, né à Aix-en-Provence, est issu de la noblesse de robe. Son père, Honoré d'André, est un ancien troisième consul d'Aix-en-Provence (1698/1699) et procureur du pays ; il aura de son mariage avec Marguerite de Bardon, fille unique du noble Louis Bardon, cinq enfants, trois filles et deux garçons :
- Marie qui prend le voile des Visitandines auprès de sa tante Victoire de Bardon.
- Ursule, qui épouse un avocat de Barjols, maître Pellas.
- Thérèse, qui épouse un négociant, Leroux.
- Joseph, docteur en théologie et curé d'Épinay-sur-Orge
- Michel-François, artiste peintre[Chol 1].

Michel-François fait des études de droit à Aix-en-Provence, puis va à Paris où il suit les cours de l'Académie royale de peinture . La peste qui sévit à Marseille et dans la région en 1720, l'oblige à rester à Paris plus longtemps que prévu. Il se forme auprès de Jean-Baptiste van Loo qui, ayant séjourné en 1712 à Aix-en-Provence, connaissait la famille d'André ; il avait peint le portrait d'Honoré d'André, père de Michel-François. En 1723 il s'installe comme élève dans l'atelier de Jean-François de Troy. Plus tard, en 1765, il écrira la vie de son maître Jean-Baptiste Van Loo.

### Séjour à Rome
Il postule pour une place à l'Académie de France à Rome ; après un premier échec en 1724, il obtient en 1725 le deuxième prix, derrière Louis-Michel van Loo. Grâce à l'intervention de Louis-Antoine de Pardaillan de Gondrin, duc d'Antin, il est nommé à l'Académie de France à Rome, à condition que ses parents prennent en charge les frais de voyage et de pension. Le 26 juin 1726 Nicolas Vleughels, directeur de l'Académie de France à Rome, reçoit Dandré-Bardon, qui exécute le tableau Auguste poursuivant les concussionnaires. Cette œuvre, peinte recto-verso sur la même toile, sera envoyée à Aix-en-Provence et accrochée de manière à être vue des deux côtés dans la salle du bureau d'audition de la Cour des Comptes, bien avant le retour du peintre. Au début de l'année 1731 Dandré-Bardon doit quitter Rome pour rentrer en France, mais il séjourne encore six mois à Venise.

### La célébrité
Aux mois de mars et octobre 1732, les parents de Michel-François meurent. Le testament le nomme légataire universel à la condition expresse qu'il porte le nom et les armes de sa mère née Bardon : Il écrira par la suite son nom sous la graphie « Dandré-Bardon ». Il réalise un tableau représentant Saint Marc évangéliste afin d'orner l'autel de saint Marc de l'ancienne église de la Madeleine à Aix-en-Provence, lieu de sépulture de ses parents. Cette église sera détruite à la Révolution et le tableau placé dans la nouvelle Église de la Madeleine. En 1734, il quitte Aix-en-Provence pour Paris afin de préparer son admission à l'Académie royale de peinture et de sculpture où il est reçu le 30 avril 1735 et où il siège aux côtés des plus grands peintres de son temps : Jean Siméon Chardin, Nicolas de Largillierre et Alexandre-François Desportes. Charles Gaspard Guillaume de Vintimille du Luc, archevêque de Paris mais aussi ancien archevêque d'Aix-en-Provence, lui procure ses premières commandes pour des églises. Le 6 juillet 1735 l'Académie royale de peinture procède à l'élection de plusieurs officiers : Dandré-Bardon est nommé adjoint à professeur. Malheureusement il n'obtiendra aucune commande pour la décoration des petits appartements que Louis XV s'est fait aménager à Versailles, ses seules commandes sont dues à l'amitié du cardinal de Vintimille, pour la décoration d'églises.
La maladie de son ami Jean-Louis d'Arnaud, qui gère son patrimoine familial, l'oblige à quitter Paris en 1741 pour s'installer à Aix-en-Provence. En 1742, il travaille à la décoration de l'Église Notre-Dame-de-l'Assomption de Lambesc, puis en 1743 il réalise pour son ami Jean-Baptiste Boyer de Fonscolombe quelques toiles, dont il reste les quatre âges de la vie : La Naissance, L'Enfance, La jeunesse et La Vieillesse qui étaient dans une collection particulière et ont été achetés par le Musée Granet. Pour la décoration de la salle principale de réunion de l'Université d'Aix-en-Provence, il réalise en 1744 une série de tableaux d'histoire, qui ont disparu. Il en est de même pour une série de toiles religieuses : La Théologie, Jésus prêchant aux docteurs etc.

### Fondation de l'Académie de peinture de Marseille
Sa réputation s'étant répandue dans sa ville natale ainsi qu'à Marseille, il est nommé peintre des galères, et est élu le 25 novembre 1750 à l'Académie des Belles-Lettres de Marseille, qui deviendra l'Académie de Marseille. Il prononce son discours de réception sur le thème L'Union des Arts et des Lettres, dans lequel il propose la création d'une Académie de peinture et de sculpture. Avec d'autres artistes, comme les peintres Jean-Joseph Kapeller et Étienne Moulinneuf, ou le sculpteur Jean-Michel Verdiguier, il soumet le projet de création d'une telle académie à l'approbation du gouverneur de Provence, le duc de Villars. Ce dernier approuve le 28 décembre 1752 une telle création et autorise la tenue des réunions de cette nouvelle assemblée dans les locaux de l'arsenal des galères. Le 19 mars 1756 la ville de Marseille accorde à l'Académie de Peinture une subvention annuelle de 3 000 livres, aide autorisée par le Conseil d'État le 15 juin 1756.
Par lettres patentes de Louis XV, en date du 18 février 1780, la compétence de l'académie de peinture et de sculpture de Marseille sera étendue à l'architecture ; elle prendra le nom d'Académie de peinture, sculpture et architecture civile et navale, et sera affiliée à l'Académie royale de peinture et sculpture de Paris. Bien que malade, Dandré-Bardon assistera en personne à la lecture de ses lettres patentes, au cours de la séance du 15 juin 1780 de l'Académie royale de peinture et de sculpture de Paris.

### Retour à Paris
En 1752 Dandré-Bardon est appelé à Paris, où il est nommé professeur à l'Académie royale. Il présente au Salon de 1753 sa dernière œuvre peinte connue La Mort de Socrate, qui se trouve dans une collection particulière. Le 15 février 1755 il reçoit le brevet de professeur d'histoire et de géographie à l'École royale des élèves protégés, afin de permettre aux élèves les plus doués de se présenter pour le prix de Rome.
Personnage cultivé, peintre brillant, il est également poète et musicien. Il est l'un des plus grands théoriciens du XVIIIe siècle et écrit plusieurs ouvrages. Il meurt à Paris en 1783. Son éloge posthume à l'Académie de Marseille est prononcé le 6 avril 1785 par Dominique Audibert, secrétaire perpétuel.

## Œuvres picturales

### Collections publiques

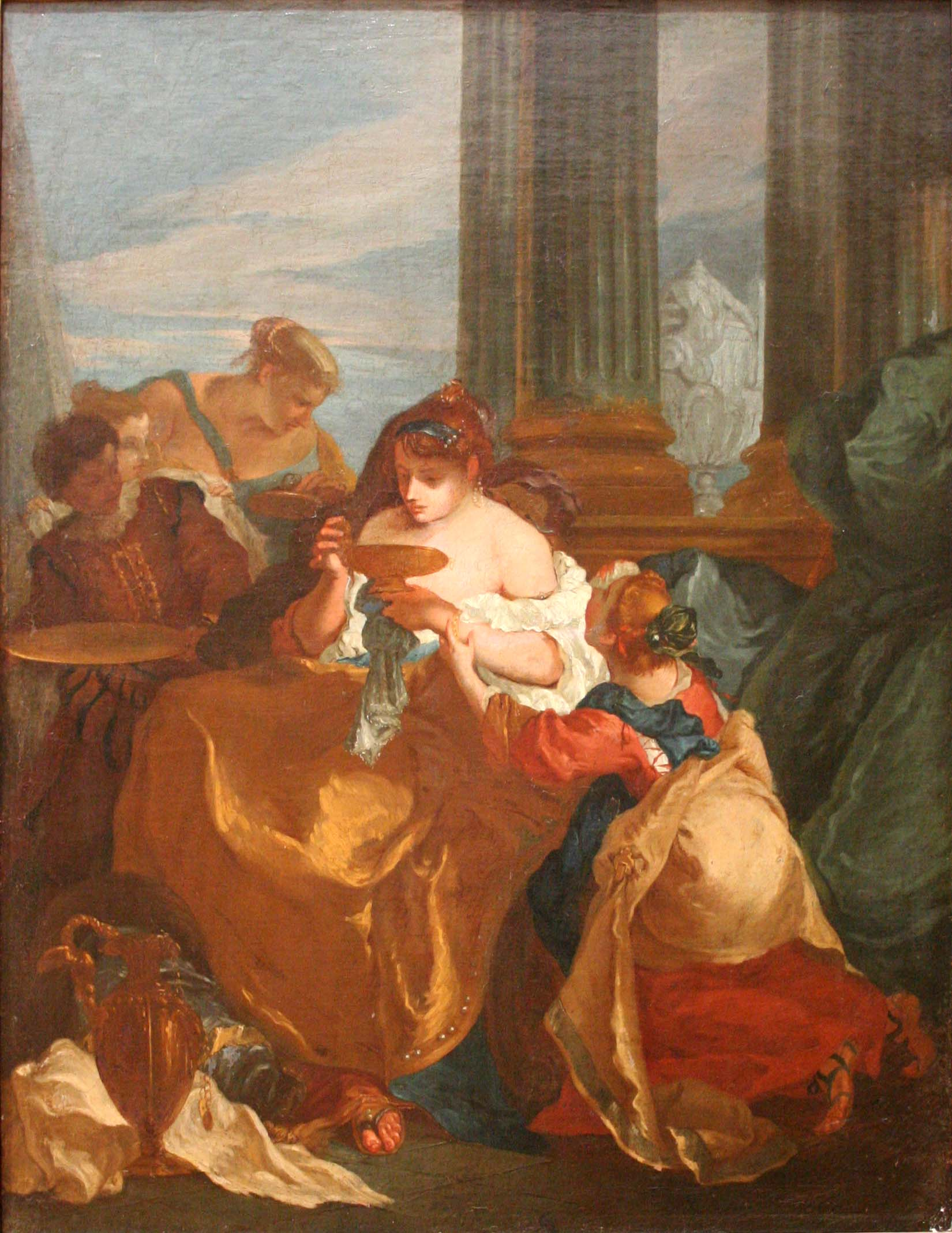
Sophonisbe buvant le poison, musée des beaux-arts de Béziers.

#### En France
- Aix-en-Provence, musée Granet :
  - La Naissance, huile sur toile
  - L'Enfance, huile sur toile
  - La Jeunesse, huile sur toile
  - La Vieillesse, huile sur toile

Ensemble de quatre toiles commandé par Boyer de Fonscolombe représentant quatre scènes des misères de la vie.
- Bayonne, musée Bonnat-Helleu : L'Union de la Procuration de Provence au Consulat d'Aix en 1535, ou Allégorie de la Paix, huile sur toile[9]
- Béziers, Musée des beaux-arts de Béziers : Sophonisbe buvant le poison[Chol 13].
- Châteauroux, Musée Bertrand : Tullie faisant passer son char sur le corps de son père, étude du tableau qui se trouve au Musée Fabre de Montpellier [Chol 14].
- Dijon, Musée des beaux-arts de Dijon : Antiochos Épiphane ordonne le massacre des Macchabées, vers 1725, huile sur toile 83 x 115 cm[10]
- Dijon, musée Magnin :
  - La Vierge intercède pour saint Jacques en faveur des âmes du purgatoire, huile sur toile[11]
  - Saint Heldrad, huile sur toile[12]
- Musée des beaux-arts de Marseille :
  - Académie d'homme
  - Les bonnes Œuvres des filles de Saint-Thomas de Villeneuve
  - Christ en croix, huile sur toile[13]
  - Femmes devant la cheminée, huile sur toile[14]
  - Homme drapé assis, pierre noire[15]
  - Jésus en croix, huile sur toile[16]
- Marseille, musée Grobet-Labadié :
  - Hagar et Ismaël, huile sur toile[17]
  - Tête d'homme au turban, dessin[18]
  - Intérieur d'atelier d'artiste, huile sur toile[19]
- Marseille, musée Cantini : La paix de Vienne, huile sur toile[20]
- Montpellier, musée Fabre : L'Ambition de Tullie ou Tullie faisant passer son char sur le corps de son père[Chol 14].
- Musée des beaux-arts de Nancy : Le Christ en croix, eau-forte[21]
- Paris, musée du Louvre :
  - La Naissance, huile sur toile[22]
  - La Prédication de saint François, huile sur toile[23]
  - Fonds de dessins au Département des arts graphiques
- Musée des beaux-arts de Rouen : Allégorie de la peste à Marseille (?) en 1720, huile sur toile[24]
- Beaux-Arts de Paris : 
  - Suzanne et les vieillards[25], sanguine, plume, encre brune et lavis brun et de sanguine, H. 0,359 ; L. 0,257 m. La composition s'apparente, par son thème et sa mise en page, à la Femme au bain accompagnée de deux suivantes (musée Atger, Montpellier). Ces dessins appartenaient peut-être à un projet commun, ou peut-être furent-ils conçus pour eux-mêmes et destinés à des amateurs[26].
  - Allégorie en l'honneur de la paix d'Aix-la-Chapelle en 1748[27], sanguine, plume et encre brune, lavis brun, H. 0,319 ; L. 0,205 m. L'artiste réalisa trois compositions autour des guerres de la succession d'Autriche (1740-1748), répondant certainement à la commande d'un amateur ou d'un conseil municipal. Elles ne sont toutefois connues que par les dessins et une esquisse peinte. La feuille des Beaux-Arts se situe au début des recherches de l'artiste sur ce thème[28].
  - Etude d'homme allongé, le bras droit levé[29], pierre noire et estompe, avec rehauts de blanc, H. 0,430 ; L. 0,508 m. Dandré-Bardon, professeur et recteur au sein de l'Académie royale de peinture et de sculpture, fournit des dessins pour servir de modèle à ses élèves. Il remit ainsi à l'institution six études qui font aujourd'hui partie des collections des Beaux-Arts[30].

#### Aux États-Unis
- Cambridge, Fogg Art Museum :
  - Tête d'une vieille femme de profil, sanguine[31]
  - LouisXV (L'ami de la Paix - Louis le Bien aimé), gravure d'Étienne Fessard d'après Dandré-Bardon[32],
- New York, Metropolitan Museum of Art[33] :
  - La Mort de Socrate, dessin
  - Marie Madeleine au pied de la croix, dessin
  - Procession à Memphis, dessin
  - Groupe équestre, dessin
- San Francisco, California Palace of the Legion of Honor
  - Diana et Endymion, (1746) [34], également appelé Séléné et Endymion[Chol 15].
- Washington, National Gallery of Art[35] :
  - Adoration des crânes (huile sur toile), également appelé Exercice d'humilité[Chol 16].
  - Jeune homme, dessin
  - Jean-Baptiste Van Loo, dessin

### Galerie

Œuvres publiques de Michel-François Dandré-Bardon
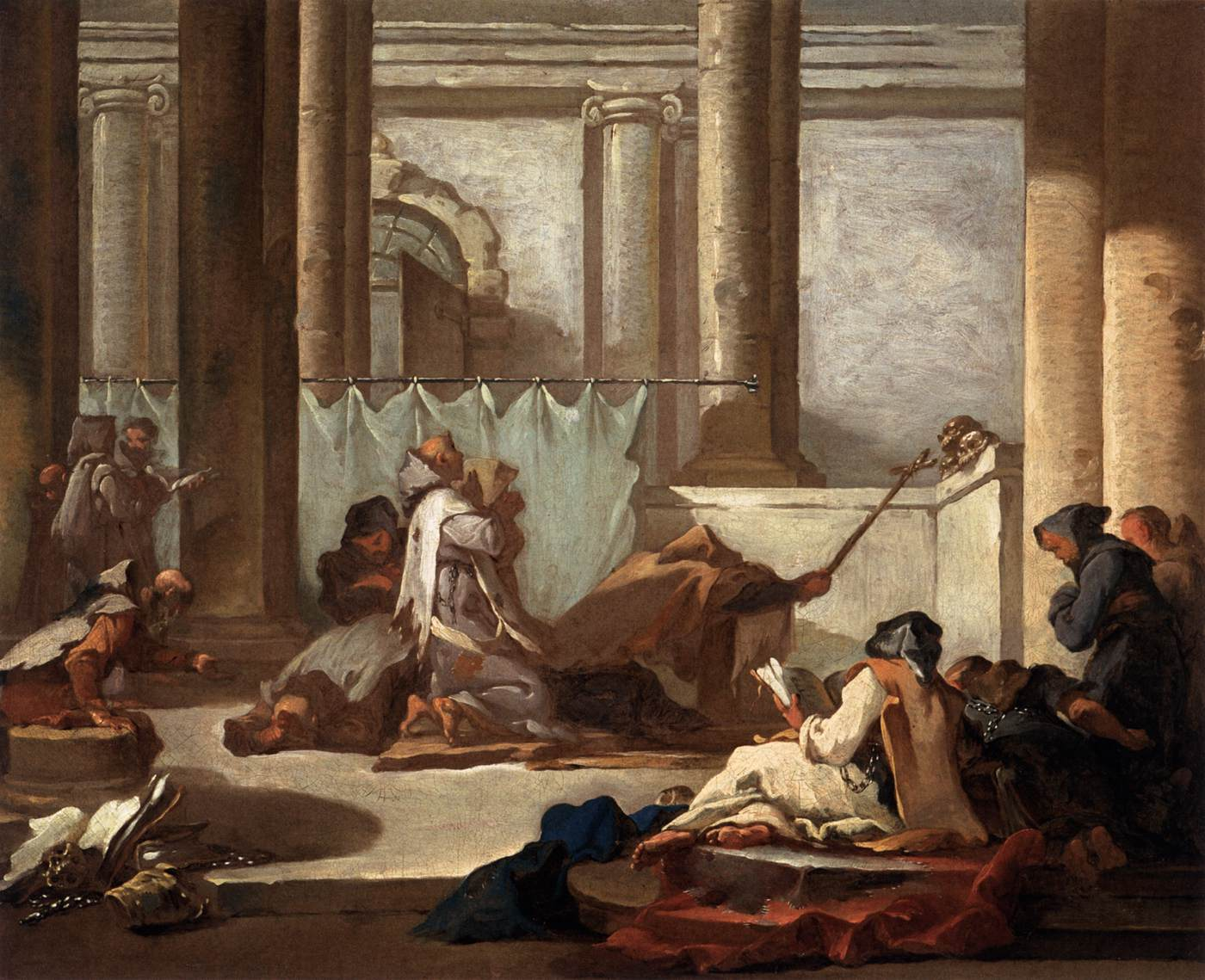
L'Adoration des crânes (1733), Washington, National Gallery of Art.
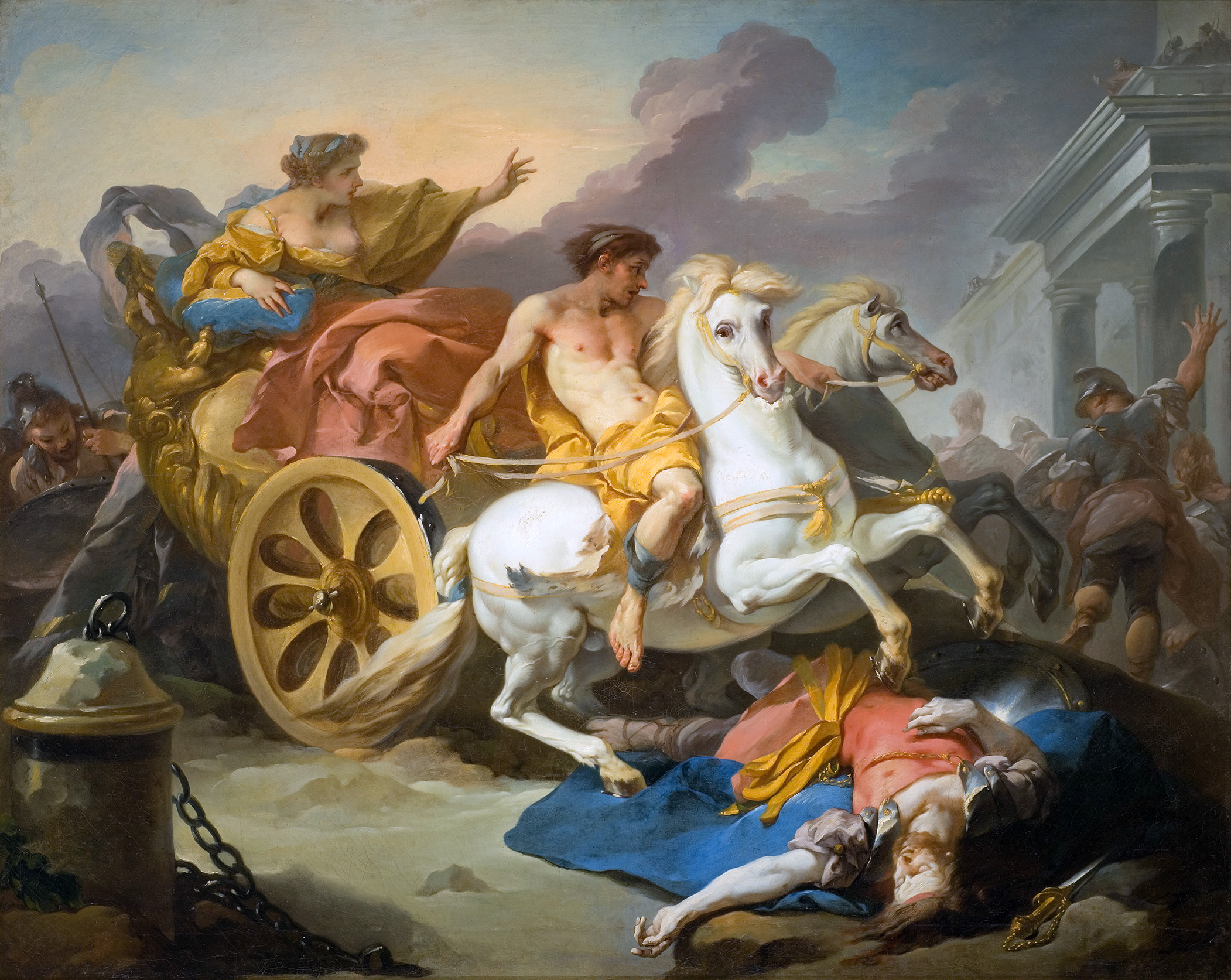
Tullie faisant passer son char sur le corps de son père (1735), Montpellier, musée Fabre.
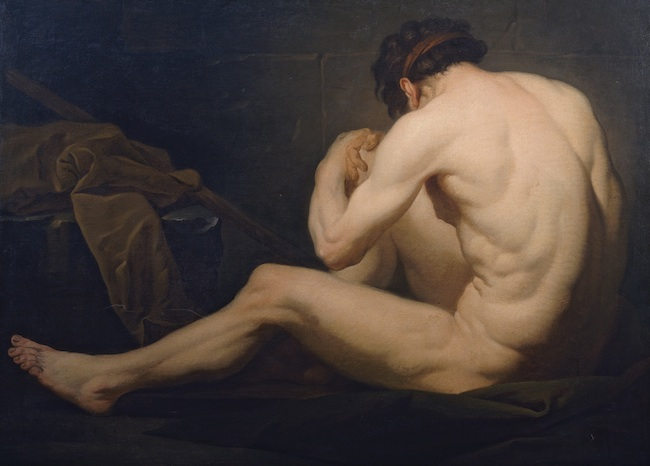
Académie d'homme, musée des beaux-arts de Marseille.
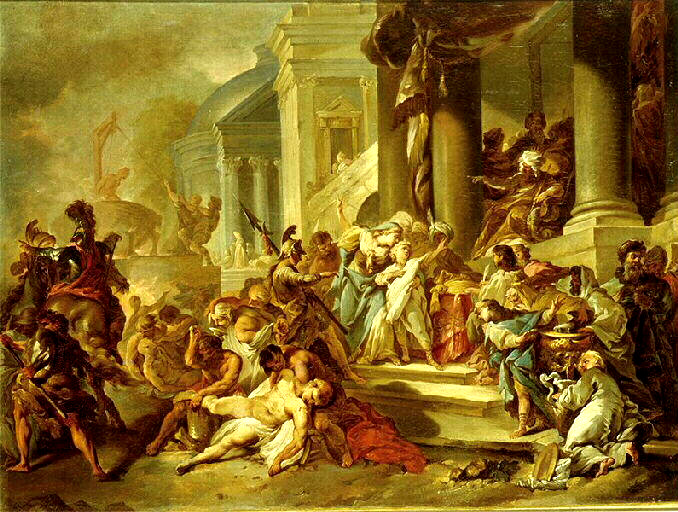
Anthiochos IV Épiphane ordonne le massacre des Macchabées, musée des beaux-arts de Dijon.

### Œuvres dans les églises

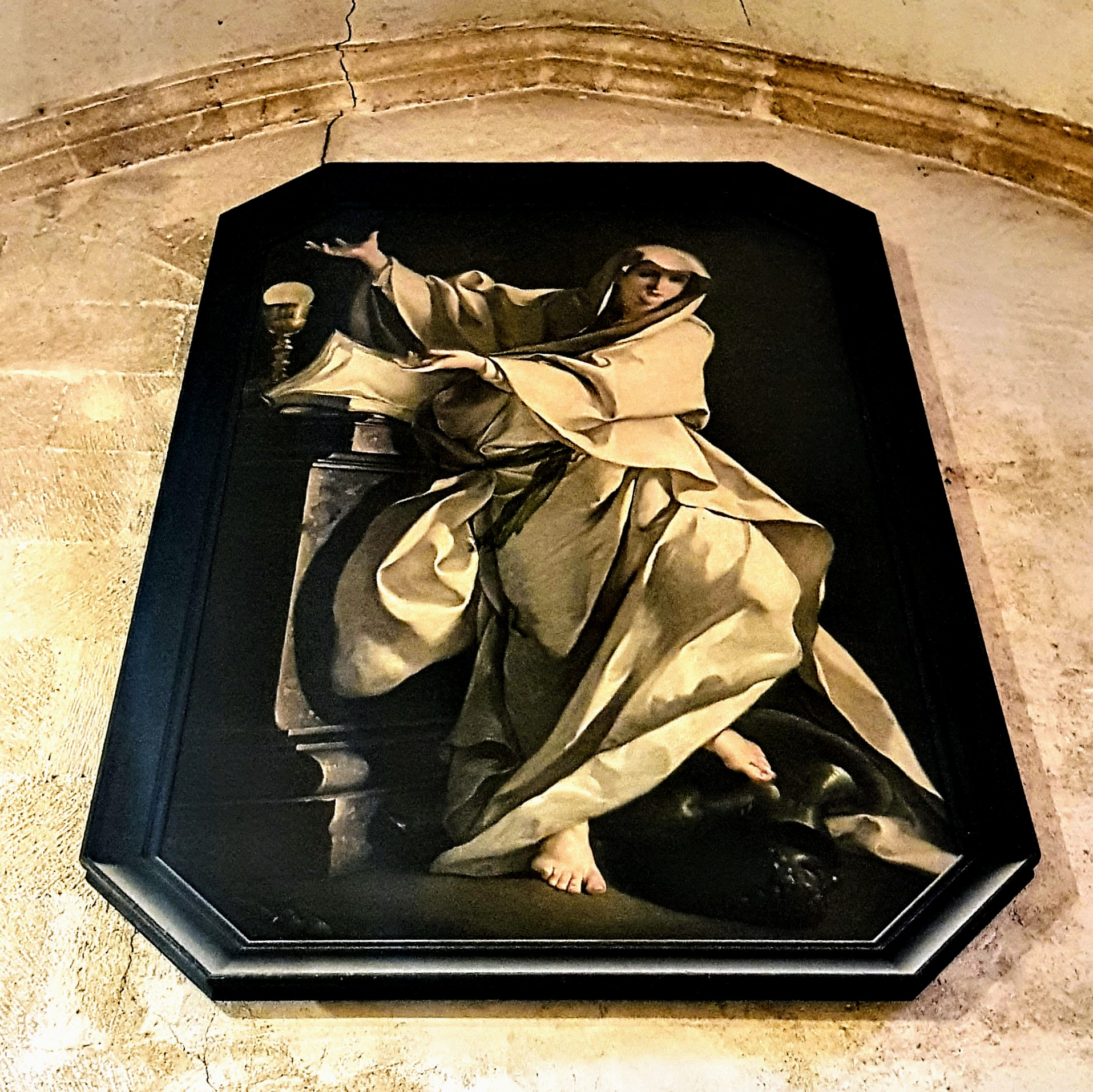
La Théologie.

- Aix-en-Provence (Bouches-du-Rhône)
  - Église du Saint-Esprit
    - Christ en croix : ce tableau est le dernier d'une commande de sept toiles faites par d'Albertas, premier président de la cour des comptes, pour la décoration du bureau d'audition au palais comtal[Chol 17].

  - Église de la Madeleine
    - Saint Marc évangéliste : Ce tableau ornait en 1732 l'autel Saint Marc de l'ancienne église de la Madeleine détruite à la Révolution. Il est actuellement placé dans la nouvelle église de la Madeleine[Chol 17].

  - Église Saint-Jean-de-Malte
    - La Théologie (entre 1744 et 1749). Il s'agit de l'œuvre la plus récente de Saint-Jean-de-Malte. On a longtemps cru devoir l'attribuer à Carle van Loo[36].
- Aups (Var)
  - Église paroissiale
    - Présentation au temple : cette toile qui appartenait à la chapelle des pénitents blancs, est placée dans le collatéral droit de l'église. Exécuté en 1750, ce tableau est une des dernières œuvres connues de l'artiste. La proximité du village de Barjols où le peintre a des parents et où il a exécuté un tableau, peuvent expliquer la présence de cette toile dans ce petit village de l'arrière pays varois[Chol 18].
- Barjols (Var)
  - Chapelle de l'Hospice
    - Le Christ en croix : ce tableau commandé en 1744 par l'administration hospitalière de Barjols, se trouve dans les locaux de la Mairie[Chol 19]..
- Lambesc (Bouches-du-Rhône)
  - Église Notre-Dame-de-l'Assomption
    - La Vision de saint Jacques : saint Jacques, appelé Jacques le Majeur, intercède auprès de la Vierge en faveur des âmes du purgatoire. Le saint est montré à demi agenouillé s'appuyant sur son bâton de pèlerin, implorant la Vierge et l'Enfant Jésus posés sur des nuages. Aux pieds du saint, sous une arche de pierre, les âmes du purgatoire réclament l'intercession de saint jacques. Pour la réalisation de ce tableau, l'artiste a réalisé une esquisse préalable appelée La Vierge intercède pour saint Jacques en faveur des âmes du purgatoire, qui se trouve au musée Magnin de Dijon[37].
    - Le jugement de saint Crépin et saint Crépinien : ce tableau a été commandé au peintre par la confrérie des cordonniers de Lambesc pour représenter les saints Crépin et Crépinien, deux martyrs du IIIe siècle. Refusant les épisodes sanglants des scènes des martyrs, le peintre a choisi le moment de la présentation des deux saints à leur juge[Chol 20].
    - Saint Eldrade : Ce tableau peint en 1745 représentant saint Eldrade a été classé au titre objet des monuments historiques le 8 juillet 1975[38]. Saint Eldrade, vêtu de l'habit de bénédictin, une crosse dans la main gauche, bénit de la droite le corps d'un homme ressuscité qu'on vient de sortir de son tombeau. Seul est éclairé le corps du miraculé qui se dépouille de son suaire. Pour la réalisation de ce tableau, Dandré-Bardon a réalisé une esquisse préalable appelée Saint Eldrade, qui se trouve au musée Magnin de Dijon[39].

Œuvres de Michel-François Dandré-Bardon dans les églises
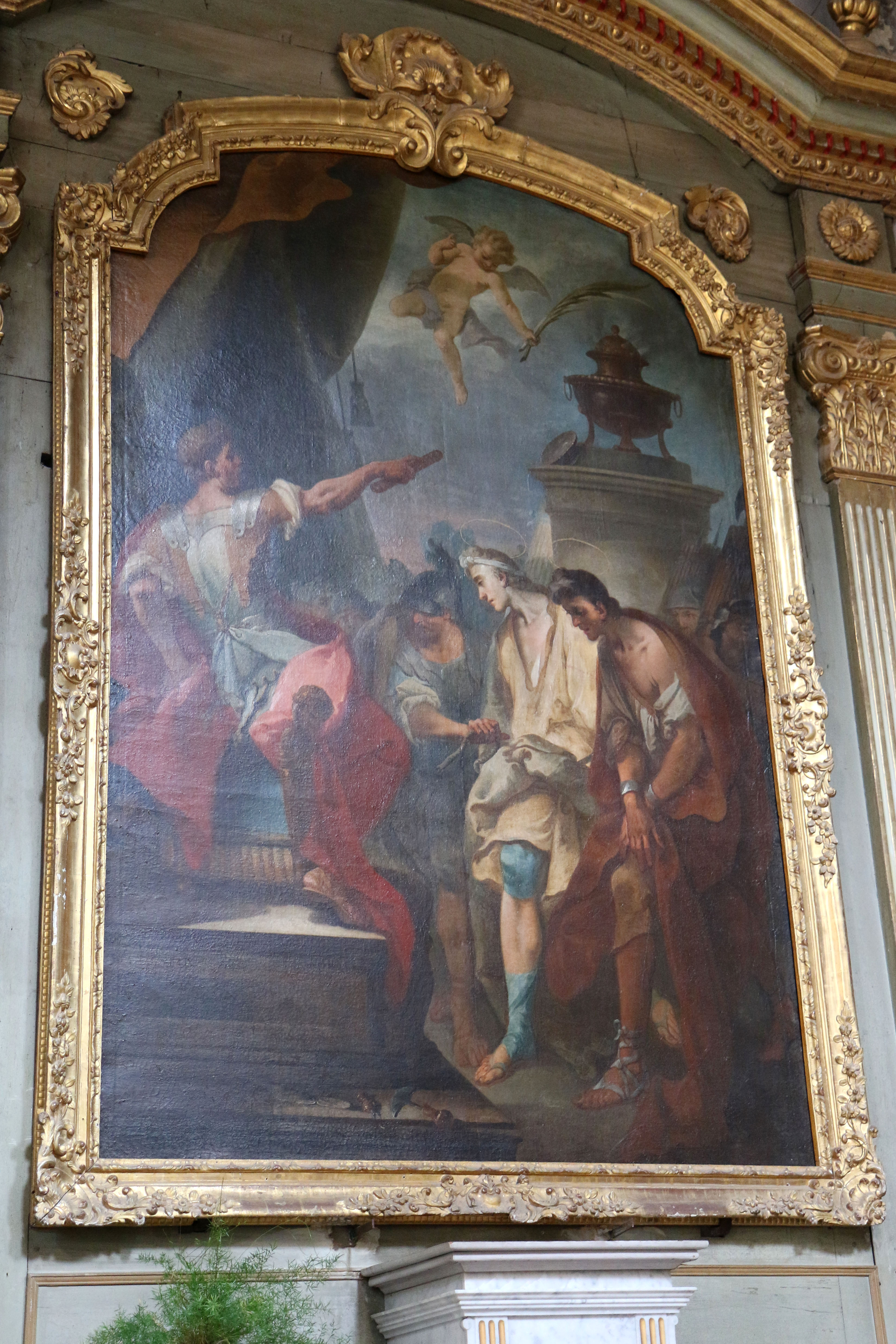
Saint Crépin et saint Crépinien Église Notre-Dame-de-l'Assomption de Lambesc.
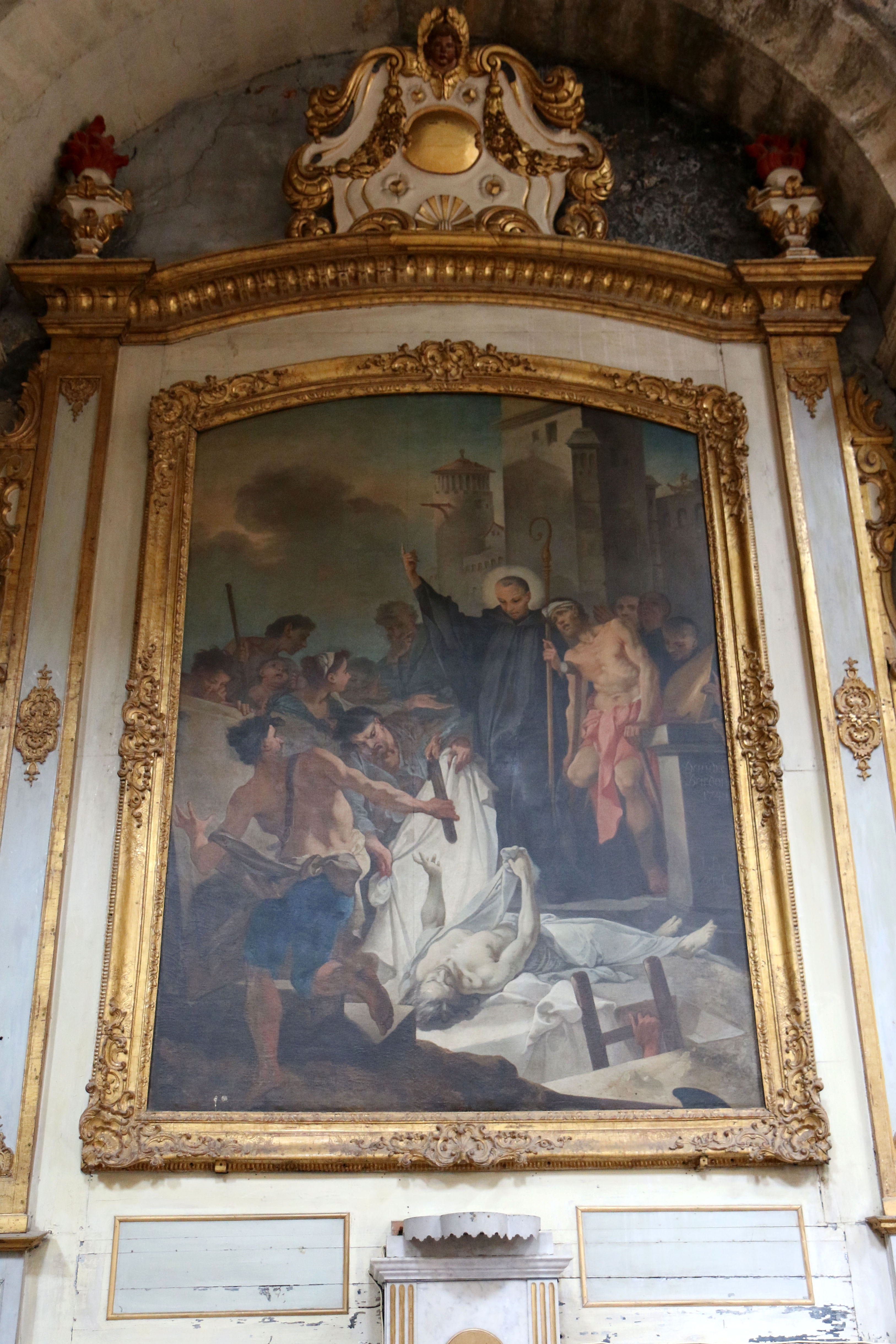
Saint Eldrade Église Notre-Dame-de-l'Assomption de Lambesc.
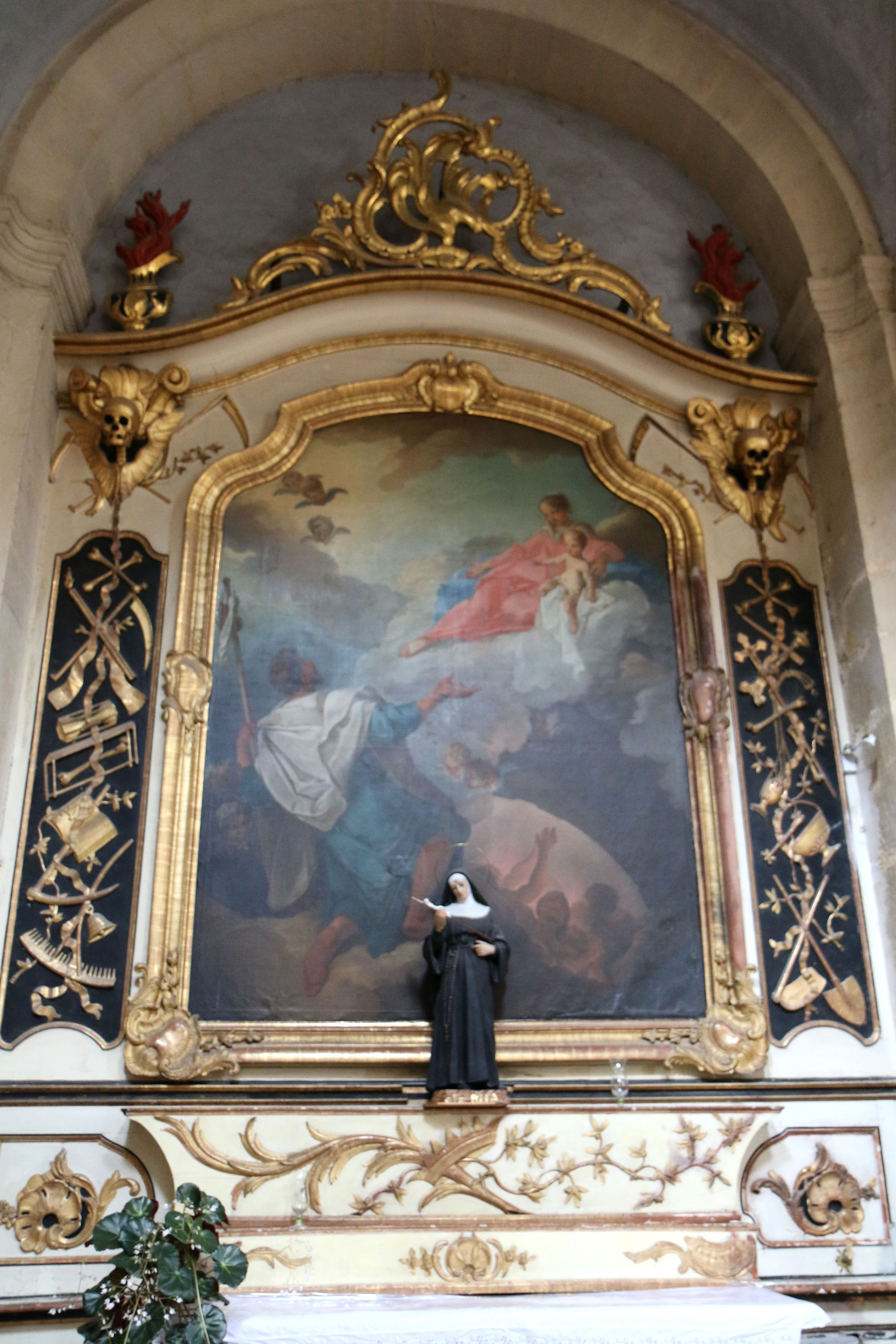
La vision de saint Jacques Église Notre-Dame-de-l'Assomption de Lambesc.
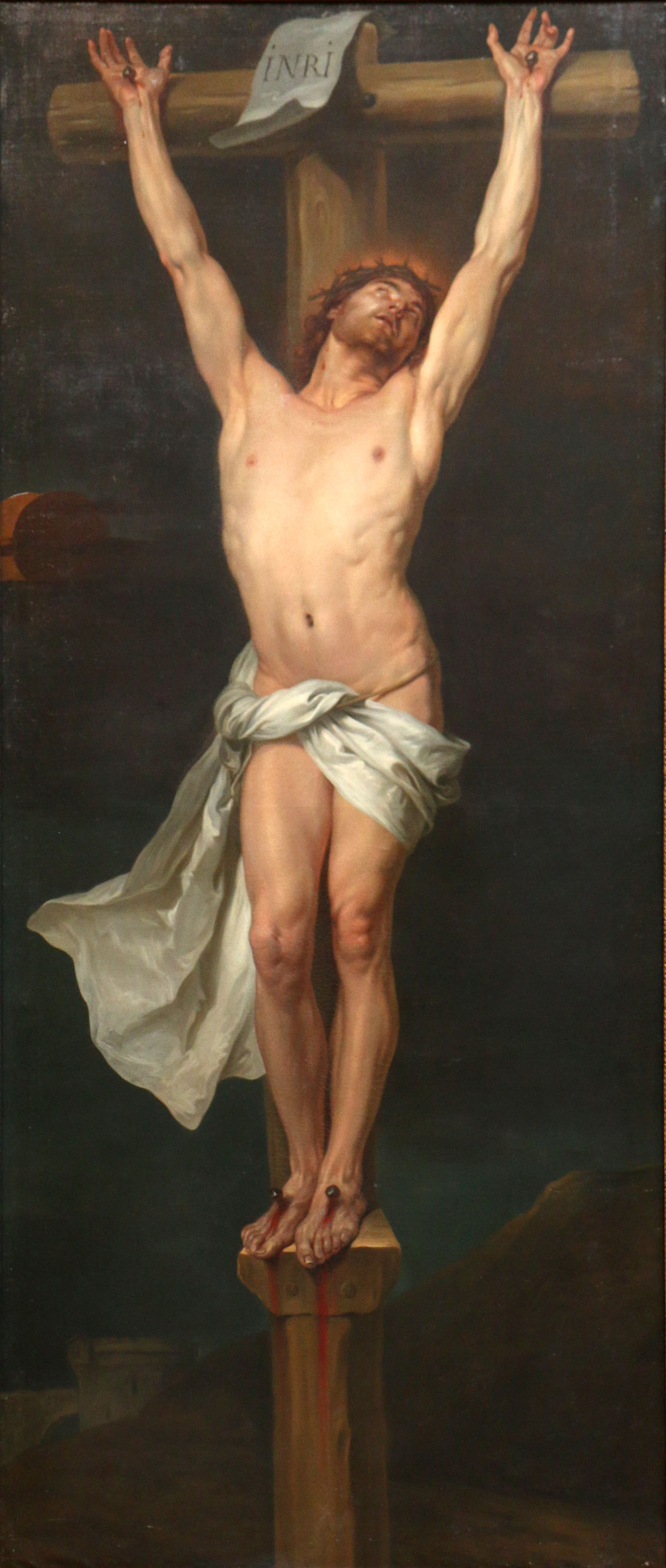
Christ en croix Église du Saint-Esprit d'Aix-en-Provence.

## Publications
- Michel-François Dandré-Bardon, Traité de peinture suivi d'un Essai sur la sculpture : pour servir d'introduction à une histoire universelle relative à cet art, Paris, chez Saillant, 1765 (2 vol.) (BNF 30297921, lire en ligne)
- Michel-François Dandré-Bardon, Vie de Carle Van Loo, Paris, chez Desaint, 1765, 68 p. (BNF 30297922, lire sur Wikisource, lire en ligne)
- Michel-François Dandré-Bardon, Costumes des anciens peuples, vol. 1, Paris, chez Charles-Antoine Jombert, 1772, 151 p. (BNF 43991469, lire en ligne)
- Michel-François Dandré-Bardon, Costumes des anciens peuples, vol. 2, Paris, chez Charles-Antoine Jombert, 1774, 230 p. (BNF 43991469, lire en ligne)

### Chol 1987
- Références tirées de Chol 1987

1. ↑  p. 15.
2. ↑  p. 18.
3. ↑  p. 21.
4. ↑  p. 24.
5. ↑  p. 30.
6. ↑  p. 36.
7. ↑  p. 38.
8. ↑  p. 52.
9. ↑  p. 40.
10. ↑  p. 69.
11. ↑  p. 62.
12. ↑  p. 64.
13. ↑  p. 85.
14. 1 2  p. 82.
15. ↑  p. 75.
16. ↑  p. 84.
17. 1 2  p. 78.
18. ↑  p. 91.
19. ↑  p. 89.
20. ↑  p. 88.

### Autres références
1. ↑  Étienne-Antoine Parrocel, Annales de la peinture, Ch. Albessard et Bérard, 1862, 614 p. (lire en ligne), p. 392-393.
2. ↑  Musée Granet, p. 13.
3. ↑  Louis Toussaint Dassy, L'académie de Marseille, ses origines, ses publications, ses archives, ses membres, Barlatier-Feissat éditeur, Marseille, 1877, p. 596.
4. ↑  Discours et fragments, Marseille, Joseph Clappier, 1867, 364 p. (lire en ligne).
5. ↑  Histoire documentaire de l'Académie de peinture et de sculpture de Marseille, t. I, Paris, Imprimerie Nationale, 1889, 522 p. (lire en ligne), p. 7.
6. ↑  Augustin Fabre, Les rues de Marseille, t. 4, Marseille, Camoin, 1869, 5 volumes (BNF 36486362, LCCN 72342394), p. 50.
7. ↑  Histoire documentaire de l'Académie de peinture et de sculpture de Marseille, t. I, Paris, Imprimerie Nationale, 1889, 522 p. (lire en ligne), p. 72.
8. ↑  Louis Toussaint Dassy, op. cit., p. 259.
9. ↑  Notice sur le site de la RMN.
10. ↑  « Antiochos Épiphane », notice no 01370000696, sur la plateforme ouverte du patrimoine, base Joconde, ministère français de la Culture.
11. ↑  « La Vierge intercède », notice no 00000068968, sur la plateforme ouverte du patrimoine, base Joconde, ministère français de la Culture.
12. ↑  « Saint Heldrad », notice no 50110000651, sur la plateforme ouverte du patrimoine, base Joconde, ministère français de la Culture.
13. ↑  « Christ en croix », notice no 000PE014168, sur la plateforme ouverte du patrimoine, base Joconde, ministère français de la Culture.
14. ↑  « Femmes devant la cheminée », notice no 000PE024858, sur la plateforme ouverte du patrimoine, base Joconde, ministère français de la Culture.
15. ↑  « Homme drapé assis », notice no 000DE007059, sur la plateforme ouverte du patrimoine, base Joconde, ministère français de la Culture.
16. ↑  « Jésus en croix », notice no 000PE016103, sur la plateforme ouverte du patrimoine, base Joconde, ministère français de la Culture.
17. ↑  « Hagar et Ismaël », notice no 000PE019310, sur la plateforme ouverte du patrimoine, base Joconde, ministère français de la Culture.
18. ↑  « Tête d'homme au turban », notice no 000DE007060, sur la plateforme ouverte du patrimoine, base Joconde, ministère français de la Culture.
19. ↑  « Intérieur d'atelier d'artiste », notice no 000PE016149, sur la plateforme ouverte du patrimoine, base Joconde, ministère français de la Culture.
20. ↑  « La paix de Vienne », notice no 000PE015260, sur la plateforme ouverte du patrimoine, base Joconde, ministère français de la Culture.
21. ↑  « Christ en croix », notice no 05120013449, sur la plateforme ouverte du patrimoine, base Joconde, ministère français de la Culture.
22. ↑  « La Naissance », notice no 000PE000766, sur la plateforme ouverte du patrimoine, base Joconde, ministère français de la Culture.
23. ↑  « La prédication se saint François », notice no 00000106492, sur la plateforme ouverte du patrimoine, base Joconde, ministère français de la Culture.
24. ↑  « Allégorie de la peste », notice no 00000058003, sur la plateforme ouverte du patrimoine, base Joconde, ministère français de la Culture.
25. ↑  « Suzanne et les vieillards, Michel-François Dandré-Bardon », sur Cat'zArts.
26. ↑  Sous la direction d'Emmanuelle Brugerolles, François Boucher et l'art rocaille dans les collections de l'Ecole des beaux-arts, Ecole nationale supérieure des beaux-arts, 2003-2006, p. 190-192, Cat. 40.
27. ↑  « Allégorie en l'honneur de la paix d'Aix-la-Chapelle en 1748, Michel-François Dandré-Bardon », sur Cat'zArts.
28. ↑  Sous la direction d'Emmanuelle Brugerolles, François Boucher et l'art rocaille dans les collections de l'Ecole des beaux-arts, Ecole nationale supérieure des beaux-arts, p. 192-195, Cat. 41.
29. ↑  « Etude d'homme allongé, le bras droit levé, Michel-François Dandré-Bardon », sur Cat'zArts.
30. ↑  Sous la direction d'Emmanuelle Brugerolles, François Boucher et l'art rocaille dans les collections de l'Ecole des beaux-arts, Ecole nationale supérieure des beaux-arts, 2003-2006, p. 196-198, Cat. 42.
31. ↑  Tête d'une vieille femme de profil, notice sur le site du Fogg Art Museum.
32. ↑  LouisXV (L'ami de la Paix - Louis le Bien aimé), notice sur le site du Fogg Art Museum.
33. ↑  Metropolitan Museum of Art.
34. ↑  Diana et Endymion.
35. ↑  Washington, National Gallery of Art.
36. ↑  Saint-Jean-de-Malte. Une église de l'ordre de Malte à Aix-en-Provence, Aix-en-Provence, Édisud, 1987, p. 49.
37. ↑  « La Vierge intercède pour saint Jacques en faveur des âmes du purgatoire », notice no 00000068968, sur la plateforme ouverte du patrimoine, base Joconde, ministère français de la Culture.
38. ↑  « Retable, tableau saint Eldrade », notice no PM13000564, sur la plateforme ouverte du patrimoine, base Palissy, ministère français de la Culture.
39. ↑  « Saint Eldrade (esquisse) », notice no 50110000651, sur la plateforme ouverte du patrimoine, base Joconde, ministère français de la Culture.